# Danh sách cầu thủ tham dự giải vô địch bóng đá U-17 Bắc, Trung Mỹ và Caribe 2013

## Barbados
Huấn luyện viên: 
| 0#0 | Vị trí | Cầu thủ            | Ngày sinh và tuổi           | Câu lạc bộ |
| --- | ------ | ------------------ | --------------------------- | ---------- |
| 1   | TM     | Keon Harding       | 1 tháng 11, 1996 (16 tuổi)  |            |
|     | TM     | Rishi Panjwani     | 2 tháng 5, 1996 (16 tuổi)   |            |
| 5   | HV     | Ranaldo Bailey     | 5 tháng 7, 1996 (16 tuổi)   |            |
| 3   | HV     | Andre Blackman     | 2 tháng 7, 1996 (16 tuổi)   |            |
| 6   | HV     | Damian Clarke      | 31 tháng 1, 1996 (17 tuổi)  |            |
| 2   | HV     | Carl Hinkson       | 14 tháng 4, 1997 (15 tuổi)  |            |
|     | HV     | Timothy Maynard    | 19 tháng 10, 1997 (15 tuổi) |            |
| 4   | HV     | Ramar Millar       | 14 tháng 3, 1996 (17 tuổi)  |            |
| 18  | HV     | Edward Okey        | 22 tháng 3, 1996 (17 tuổi)  |            |
| 15  | HV     | Kyle Yearwood      | 1 tháng 6, 1997 (15 tuổi)   |            |
| 11  | TV     | Shakille Belle     | 21 tháng 10, 1996 (16 tuổi) |            |
| 8   | TV     | Rosean Brathwaite  | 16 tháng 2, 1996 (17 tuổi)  |            |
| 9   | TV     | Rasheed Clarke     | 19 tháng 1, 1996 (17 tuổi)  |            |
|     | TV     | Len Ross Davis     | 24 tháng 3, 1996 (17 tuổi)  |            |
|     | TV     | Ocean Sobers-Henry | 9 tháng 2, 1996 (17 tuổi)   |            |
| 14  | TV     | Sebastian Hunte    | 21 tháng 10, 1996 (16 tuổi) |            |
| 17  | TV     | T'Shane Lorde      | 30 tháng 4, 1997 (15 tuổi)  |            |
| 10  | TĐ     | Shaquille Boyce    | 13 tháng 6, 1996 (16 tuổi)  |            |
|     | TĐ     | Niko Terho         | 3 tháng 2, 1996 (17 tuổi)   |            |
|     | TĐ     | Frederick Mulligan | 3 tháng 10, 1996 (16 tuổi)  |            |

## Canada
Huấn luyện viên:  Sean Fleming
| Số | Vt | Cầu thủ             | Ngày sinh (tuổi)            | Số trận | Câu lạc bộ                       |
| -- | -- | ------------------- | --------------------------- | ------- | -------------------------------- |
| 1  | TM | Marco Carducci      | 24 tháng 9, 1996 (16 tuổi)  | 0       | Vancouver Whitecaps Residency    |
| 18 | TM | Daniel Milton       | 26 tháng 11, 1996 (16 tuổi) | 0       | Ajax Thunder                     |
| 12 | HV | Kevon Black         | 11 tháng 2, 1996 (17 tuổi)  | 0       | Toronto FC Academy               |
| 4  | HV | Alex Comsia         | 1 tháng 8, 1996 (16 tuổi)   | 0       | Vancouver Whitecaps FC Residency |
| 13 | HV | Ian Fernandes       | 5 tháng 4, 1996 (17 tuổi)   | 0       | Toronto FC Academy               |
| 2  | HV | Mathieu Laurent     | 28 tháng 2, 1996 (17 tuổi)  | 0       | Mississauga Soccer Club          |
| 5  | HV | Aron Mkungilwa      | 5 tháng 3, 1996 (17 tuổi)   | 0       | Académie Impact Montréal         |
| 3  | HV | Elias Roubos        | 28 tháng 2, 1996 (17 tuổi)  | 0       | Toronto FC Academy               |
| 7  | TV | Marco Bustos        | 22 tháng 4, 1996 (16 tuổi)  | 0       | Vancouver Whitecaps FC Residency |
| 17 | TV | Mikaël Cantave      | 25 tháng 10, 1996 (16 tuổi) | 0       | Orvault Sport Football           |
| 15 | TV | Matthew Chow        | 11 tháng 2, 1996 (17 tuổi)  | 0       | Vancouver Whitecaps FC Residency |
| 16 | TV | Marco Dominguez     | 25 tháng 2, 1996 (17 tuổi)  | 0       | Braves d'Ahuntsic                |
| 14 | TV | Andrew Gordon       | 12 tháng 3, 1997 (16 tuổi)  | 0       | Woodbridge Tiền đạo              |
| 11 | TV | Jordan Haynes       | 17 tháng 1, 1996 (17 tuổi)  | 0       | Vancouver Whitecaps FC Residency |
| 8  | TV | Jose Lopez          | 4 tháng 3, 1996 (17 tuổi)   | 0       | FC Edmonton Reserves             |
| 20 | TV | Ali Musse           | 1 tháng 1, 1996 (17 tuổi)   | 0       | WSA Winnipeg                     |
| 6  | TV | Derick Sequeira     | 20 tháng 1, 1996 (17 tuổi)  | 0       | Toronto FC Academy               |
| 10 | TĐ | Hanson Boakai       | 28 tháng 10, 1996 (16 tuổi) | 0       | FC Edmonton                      |
| 9  | TĐ | Jordan Hamilton     | 17 tháng 3, 1996 (17 tuổi)  | 3       | Toronto FC Academy               |
| 19 | TĐ | El Mehdi Ibn Brahim | 6 tháng 6, 1996 (16 tuổi)   | 0       | Braves d'Ahuntsic                |

## Costa Rica
Huấn luyện viên: 
| 0#0 | Vị trí | Cầu thủ      | Ngày sinh và tuổi           | Câu lạc bộ |
| --- | ------ | ------------ | --------------------------- | ---------- |
|     | TM     | J. Jara      | 5 tháng 1, 1996 (17 tuổi)   |            |
|     | TM     | G. Salazar   | 9 tháng 1, 1996 (17 tuổi)   |            |
|     | TM     | M. Solano    | 7 tháng 4, 1996 (16 tuổi)   |            |
|     | TM     | J. Fabio     | 14 tháng 10, 1996 (16 tuổi) |            |
|     | HV     | N. Shaquille | 29 tháng 3, 1996 (17 tuổi)  |            |
|     | HV     | E. Marin     | 31 tháng 3, 1996 (17 tuổi)  |            |
|     | HV     | J. Martinez  | 25 tháng 4, 1996 (16 tuổi)  |            |
|     | HV     | H. Montero   | 31 tháng 12, 1996 (16 tuổi) |            |
|     | HV     | J. Ruiz      | 16 tháng 2, 1996 (17 tuổi)  |            |
|     | HV     | S. Joshua    |                             |            |
|     | HV     | J. Hidalgo   | 13 tháng 9, 1997 (15 tuổi)  |            |
|     | HV     | J. Medina    | 15 tháng 4, 1996 (16 tuổi)  |            |
|     | HV     | D. Ruiz      | 12 tháng 9, 1996 (16 tuổi)  |            |
|     | HV     | F. Segura    | 10 tháng 2, 1996 (17 tuổi)  |            |
|     | TV     | D. Cortes    | 15 tháng 5, 1996 (16 tuổi)  |            |
|     | TV     | B. Burke     | 16 tháng 3, 1996 (17 tuổi)  |            |
|     | TV     | R. Leal      | 14 tháng 1, 1997 (16 tuổi)  |            |
|     | TV     | R. Miranda   | 4 tháng 5, 1996 (16 tuổi)   |            |
|     | TV     | A. Mora      | 18 tháng 9, 1996 (16 tuổi)  |            |
|     | TV     | F. Rosales   | 14 tháng 8, 1996 (16 tuổi)  |            |
|     | TV     | Y. Salas     | 17 tháng 6, 1996 (16 tuổi)  |            |
|     | TV     | J. Seas      | 1 tháng 1, 1996 (17 tuổi)   |            |
|     | TV     | R. Anthony   | 7 tháng 2, 1996 (17 tuổi)   |            |
|     | TV     | M. Jesus     | 2 tháng 2, 1996 (17 tuổi)   |            |
|     | TV     | J. David     | 29 tháng 2, 1996 (17 tuổi)  |            |
|     | TĐ     | A. Mendoza   | 11 tháng 7, 1997 (15 tuổi)  |            |
|     | TĐ     | R. Rivera    | 5 tháng 1, 1996 (17 tuổi)   |            |
|     | TĐ     | A. Zapata    | 3 tháng 1, 1997 (16 tuổi)   |            |
|     | TĐ     | G. Alberto   | 30 tháng 1, 1996 (17 tuổi)  |            |
|     | TĐ     | A. Alexander | 2 tháng 9, 1996 (16 tuổi)   |            |

## Cuba
Huấn luyện viên: 
| 0#0 | Vị trí | Cầu thủ      | Ngày sinh và tuổi           | Câu lạc bộ |
| --- | ------ | ------------ | --------------------------- | ---------- |
|     | TM     | Y. Ramírez   | 26 tháng 7, 1996 (16 tuổi)  |            |
|     | TM     | S. Bell      | 2 tháng 3, 1996 (17 tuổi)   |            |
|     | HV     | H. Adao      | 3 tháng 2, 1996 (17 tuổi)   |            |
|     | HV     | J. MaTchado  | 4 tháng 3, 1997 (16 tuổi)   |            |
|     | HV     | O. Madrigal  | 14 tháng 10, 1997 (15 tuổi) |            |
|     | HV     | J. Vélez     | 25 tháng 1, 1996 (17 tuổi)  |            |
|     | HV     | N. Rodriguez | 14 tháng 4, 1996 (16 tuổi)  |            |
|     | TV     | M. Hernández | 29 tháng 7, 1996 (16 tuổi)  |            |
|     | TV     | T. Lorente   | 9 tháng 2, 1996 (17 tuổi)   |            |
|     | TV     | Y. Godinez   | 16 tháng 1, 1997 (16 tuổi)  |            |
|     | TV     | Y. Samonte   | 5 tháng 1, 1996 (17 tuổi)   |            |
|     | TV     | M. Díaz      | 21 tháng 1, 1996 (17 tuổi)  |            |
|     | TV     | D. Noda      | 9 tháng 1, 1996 (17 tuổi)   |            |
|     | TV     | Y. González  | 12 tháng 2, 1996 (17 tuổi)  |            |
|     | TV     | V. Alfonso   | 27 tháng 4, 1996 (16 tuổi)  |            |
|     | TV     | J. Labrada   | 12 tháng 2, 1996 (17 tuổi)  |            |
|     | TĐ     | R. Arancibia | 21 tháng 3, 1996 (17 tuổi)  |            |
|     | TĐ     | D. Guerra    | 29 tháng 4, 1997 (15 tuổi)  |            |
|     | TĐ     | F. Valdés    | 8 tháng 1, 1997 (16 tuổi)   |            |

## Guatemala
Huấn luyện viên: 
| 0#0 | Vị trí | Cầu thủ      | Ngày sinh và tuổi           | Câu lạc bộ |
| --- | ------ | ------------ | --------------------------- | ---------- |
|     | TM     | N. Hagen     | 2 tháng 8, 1996 (16 tuổi)   |            |
|     | TM     | P. Flores    | 1 tháng 3, 1996 (17 tuổi)   |            |
|     | TM     | J. Meda      | 31 tháng 5, 1996 (16 tuổi)  |            |
|     | HV     | W. Garcia    | 24 tháng 2, 1996 (17 tuổi)  |            |
|     | HV     | A. Yanes     | 4 tháng 7, 1997 (15 tuổi)   |            |
|     | HV     | D. Vivar     | 29 tháng 7, 1996 (16 tuổi)  |            |
|     | HV     | K. Curup     | 4 tháng 2, 1996 (17 tuổi)   |            |
|     | HV     | D. Garcia    | 19 tháng 7, 1996 (16 tuổi)  |            |
|     | HV     | K. Gutierrez | 14 tháng 2, 1996 (17 tuổi)  |            |
|     | HV     | D. Ramirez   | 24 tháng 2, 1996 (17 tuổi)  |            |
|     | TV     | L. Samayoa   | 30 tháng 3, 1996 (17 tuổi)  |            |
|     | TV     | J. Ruiz      | 30 tháng 5, 1996 (16 tuổi)  |            |
|     | TV     | M. Rivera    | 1 tháng 4, 1996 (17 tuổi)   |            |
|     | TV     | E. Hernandez | 30 tháng 1, 1996 (17 tuổi)  |            |
|     | TV     | J. Espinoza  | 24 tháng 12, 1996 (16 tuổi) |            |
|     | TV     | S. Arana     | 31 tháng 7, 1996 (16 tuổi)  |            |
|     | TV     | J. Baldizon  | 27 tháng 6, 1996 (16 tuổi)  |            |
|     | TV     | E. Flores    | 20 tháng 12, 1996 (16 tuổi) |            |
|     | TV     | B. Lucas     | 5 tháng 1, 1996 (17 tuổi)   |            |
|     | TV     | D. Meda      | 4 tháng 7, 1996 (16 tuổi)   |            |
|     | TV     | C. Ojeda     | 18 tháng 3, 1996 (17 tuổi)  |            |
|     | TV     | G. Perez     | 21 tháng 2, 1996 (17 tuổi)  |            |
|     | TV     | D. Robles    | 21 tháng 4, 1996 (16 tuổi)  |            |
|     | TĐ     | D. Ruano     | 4 tháng 10, 1996 (16 tuổi)  |            |
|     | TĐ     | C. Ortiz     | 6 tháng 11, 1996 (16 tuổi)  |            |
|     | TĐ     | M. Hernandez | 1 tháng 12, 1996 (16 tuổi)  |            |
|     | TĐ     | M. Aramburu  | 10 tháng 3, 1988 (25 tuổi)  |            |
|     | TĐ     | O. Barahona  | 31 tháng 5, 1996 (16 tuổi)  |            |
|     | TĐ     | E. Menendez  | 21 tháng 1, 1996 (17 tuổi)  |            |
|     | TĐ     | J. Vigil     | 3 tháng 12, 1997 (15 tuổi)  |            |

## Haiti
Huấn luyện viên: 
| 0#0 | Vị trí | Cầu thủ        | Ngày sinh và tuổi           | Câu lạc bộ |
| --- | ------ | -------------- | --------------------------- | ---------- |
|     | TM     | L. Louis       | 12 tháng 9, 1996 (16 tuổi)  |            |
|     | TM     | P. Michel      | 31 tháng 10, 1996 (16 tuổi) |            |
|     | HV     | R. Destine     | 25 tháng 3, 1996 (17 tuổi)  |            |
|     | HV     | M. Guillaume   | 19 tháng 2, 1996 (17 tuổi)  |            |
|     | HV     | J. Alexis      | 4 tháng 7, 1996 (16 tuổi)   |            |
|     | HV     | C. Joseph      | 2 tháng 7, 1996 (16 tuổi)   |            |
|     | HV     | R. Similien    | 17 tháng 5, 1996 (16 tuổi)  |            |
|     | HV     | J. Valentin    | 1 tháng 2, 1996 (17 tuổi)   |            |
|     | HV     | W. Saint Fleur | 25 tháng 1, 1996 (17 tuổi)  |            |
|     | HV     | S. Federic     | 19 tháng 6, 1996 (16 tuổi)  |            |
|     | TV     | R. Etienne     | 11 tháng 9, 1996 (16 tuổi)  |            |
|     | TV     | J. Derival     | 13 tháng 3, 1996 (17 tuổi)  |            |
|     | TV     | R. Calixte     | 27 tháng 10, 1996 (16 tuổi) |            |
|     | TV     | R. Jean-Marie  | 19 tháng 12, 1996 (16 tuổi) |            |
|     | TV     | T. Philippe    | 23 tháng 3, 1996 (17 tuổi)  |            |
|     | TV     | E. Phede       | 24 tháng 9, 1996 (16 tuổi)  |            |
|     | TĐ     | J. Desire      | 12 tháng 2, 1997 (16 tuổi)  |            |
|     | TĐ     | A. Carlens     | 28 tháng 6, 1996 (16 tuổi)  |            |
|     | TĐ     | E. Clebert     | 15 tháng 12, 1996 (16 tuổi) |            |
|     | TĐ     | G. Edouard     | 16 tháng 2, 1996 (17 tuổi)  |            |

## Honduras
Huấn luyện viên:  José Valladares
| 0#0 | Vị trí | Cầu thủ             | Ngày sinh và tuổi          | Câu lạc bộ  |
| --- | ------ | ------------------- | -------------------------- | ----------- |
|     | TM     | Cristian Hernández  | 22 tháng 9, 1996 (16 tuổi) | Valle       |
|     | TM     | Fernando Cabrera    | 9 tháng 3, 1996 (17 tuổi)  | Real España |
|     | HV     | Kevin Álvarez       | 3 tháng 8, 1996 (16 tuổi)  | Olimpia     |
|     | HV     | Roberto Hernández   |                            | Olimpia     |
|     | HV     | Ismael Santos       |                            | Olimpia     |
|     | HV     | José Murillo        | 6 tháng 6, 1996 (16 tuổi)  | Motagua     |
|     | HV     | Álvaro Romero       | 10 tháng 2, 1997 (16 tuổi) | Real España |
|     | HV     | Deybi Flores        | 16 tháng 6, 1996 (16 tuổi) | Motagua     |
|     | TV     | Christopher Alegría | 5 tháng 1, 1996 (17 tuổi)  | Real España |
|     | TV     | Devron García       | 5 tháng 2, 1996 (17 tuổi)  | Victoria    |
|     | TV     | Eric Gallegos       | 8 tháng 1, 1996 (17 tuổi)  | Motagua     |
|     | TV     | Steven Ramos        | 1 tháng 10, 1996 (16 tuổi) | Real España |
|     | TV     | Isaac Borjas        | 7 tháng 4, 1996 (16 tuổi)  | Valencia    |
|     | TV     | Michael Montero     |                            | Vida        |
|     | TV     | Kevin López         | 3 tháng 2, 1996 (17 tuổi)  | Motagua     |
|     | TV     | Cristian Argueta    | 2 tháng 9, 1996 (16 tuổi)  | La Paz      |
|     | TĐ     | Bryan Velásquez     | 8 tháng 5, 1996 (16 tuổi)  | Olimpia     |
|     | TĐ     | Jorge Bodden        | 12 tháng 6, 1996 (16 tuổi) | Valencia    |
|     | TĐ     | Alberth Elis        | 12 tháng 2, 1996 (17 tuổi) | Olimpia     |
|     | TĐ     | Renbramdt Flores    | 12 tháng 5, 1997 (15 tuổi) | Olimpia     |

## Jamaica
Huấn luyện viên: Wendell Downswell
| Số | VT | Cầu thủ           | Ngày sinh (tuổi)            | Trận | Bàn | Câu lạc bộ                 |
| -- | -- | ----------------- | --------------------------- | ---- | --- | -------------------------- |
|    | HV | Tyshan Hill       | 21 tháng 4, 1996 (16 tuổi)  | 2    |     | Montego Bay United F.C.    |
|    | HV | Oneil Anderson    | 21 tháng 3, 1997 (15 tuổi)  | 1    |     | Santos FC                  |
|    | TV | Raffique Bryan    | 13 tháng 5, 1996 (16 tuổi)  | 1    |     | Arnett Gardens F.C.        |
|    | TV | Ryan Miller       | 5 tháng 9, 1996 (16 tuổi)   | 2    |     | Cavaliers SC               |
|    | TV | Seigel Knight     | 14 tháng 10, 1996 (16 tuổi) | 2    |     | Portmore United F.C.       |
|    | TĐ | Michael Seaton    | 1 tháng 5, 1996 (16 tuổi)   | 2    | 2   | D.C. United                |
| 2  | TĐ | Junior Flemmings  | 16 tháng 6, 1996 (16 tuổi)  | 5    | 4   | Tivoli Gardens FC          |
|    | TĐ | I'Ishmale Currie  | 6 tháng 6, 1996 (16 tuổi)   | 2    |     | Portmore United F.C.       |
|    | TM | William Price     | 22 tháng 11, 1996 (16 tuổi) | 0    |     | Constant Spring FC         |
|    | TV | Martin Davis      | 11 tháng 10, 1996 (16 tuổi) | 1    |     | Next Generation            |
|    | HV | Nathaniel Leslie  | 27 tháng 2, 1996 (16 tuổi)  | 1    |     | Waterhouse F.C.            |
|    | TV | Mallique Foster   | 5 tháng 11, 1996 (16 tuổi)  | 1    |     | Portmore United FC         |
|    | HV | Zachary Jones     | 3 tháng 4, 1996 (17 tuổi)   | 0    | 0   | Georgia United             |
|    | HV | Malcolm Stewart   | 4 tháng 2, 1996 (17 tuổi)   | 0    | 0   | Georgia United             |
| 18 | TM | Nicholas Nelson   | 6 tháng 4, 1996 (17 tuổi)   | 0    | 0   | Georgia United             |
| 4  | HV | Kyle Anderson     | 10 tháng 7, 1997 (15 tuổi)  | 1    |     | Montego Bay United F.C.    |
|    | TĐ | Malcolm Dixon     | 1 tháng 1, 1997 (16 tuổi)   | 0    |     | New York Red Bulls Academy |
|    | HV | Rushane McClymont | 14 tháng 2, 1996 (16 tuổi)  | 2    |     | Appleton Estate FC         |
|    | TV | Luca Levee        | 21 tháng 2, 1996 (16 tuổi)  | 1    |     | Next Generation            |
|    | TV | Khallil Stewart   | 1 tháng 1, 1996 (17 tuổi)   | 0    | 0   | Concord Fire               |

## México
Huấn luyện viên:  Raúl Gutiérrez 
| 0#0 | Vị trí | Cầu thủ            | Ngày sinh và tuổi          | Câu lạc bộ       |
| --- | ------ | ------------------ | -------------------------- | ---------------- |
| 1   | TM     | Raúl Gudiño        | 22 tháng 4, 1996 (16 tuổi) | C.D. Guadalajara |
| 12  | TM     | Édson Resendez     | 12 tháng 1, 1996 (17 tuổi) | Monterrey        |
| 3   | HV     | Salomón Wbias      | 9 tháng 3, 1996 (17 tuổi)  | Pachuca          |
| 4   | HV     | Pedro Terán        | 24 tháng 7, 1996 (16 tuổi) | Atlas            |
| 5   | HV     | José Robles        | 16 tháng 7, 1996 (16 tuổi) | Pumas            |
| 14  | HV     | Ramsés Gómez       | 13 tháng 1, 1996 (17 tuổi) | Atlas            |
| 15  | HV     | Christian Tovar    | 13 tháng 1, 1996 (17 tuổi) | Santos           |
| 16  | HV     | Érick Aguirre      | 23 tháng 2, 1997 (16 tuổi) | Morelia          |
| 6   | TV     | José Almanza       | 24 tháng 2, 1996 (17 tuổi) | Pachuca          |
| 7   | TV     | Luis Hernández     | 10 tháng 2, 1996 (17 tuổi) | Pachuca          |
| 8   | TV     | Iván Ochoa         | 13 tháng 8, 1996 (16 tuổi) | Pachuca          |
| 10  | TV     | Ulises Rivas       | 25 tháng 1, 1996 (17 tuổi) | Santos Laguna    |
| 13  | TV     | Erich Hernández    | 16 tháng 3, 1996 (17 tuổi) | Guadalajara      |
| 18  | TV     | Juan Carlos Ortega | 29 tháng 2, 1996 (17 tuổi) | Pachuca          |
| 20  | TV     | Manuel Tejeda      | 10 tháng 2, 1996 (17 tuổi) | Santos Laguna    |
| 9   | TĐ     | Alejandro Díaz     | 27 tháng 1, 1996 (17 tuổi) | América          |
| 11  | TĐ     | Ulises Jaimes      | 20 tháng 4, 1996 (16 tuổi) | Morelia          |
| 17  | TĐ     | Marco Granados     | 29 tháng 9, 1996 (16 tuổi) | Guadalajara      |
| 19  | TĐ     | Víctor Zúñiga      | 21 tháng 3, 1996 (17 tuổi) | Cruz Azul        |

## Panama
Huấn luyện viên: 
| 0#0 | Vị trí | Cầu thủ         | Ngày sinh và tuổi           | Câu lạc bộ |
| --- | ------ | --------------- | --------------------------- | ---------- |
|     | TM     | R. Cueto        | 23 tháng 3, 1996 (17 tuổi)  |            |
|     | TM     | E. De La Rosa   | 8 tháng 3, 1996 (17 tuổi)   |            |
|     | TM     | H. Ortega       | 26 tháng 3, 1996 (17 tuổi)  |            |
|     | TM     | A. Reyes        | 28 tháng 2, 1996 (17 tuổi)  |            |
|     | HV     | J. Araya        | 3 tháng 1, 1996 (17 tuổi)   |            |
|     | HV     | J. Carrasquilla | 3 tháng 6, 1996 (16 tuổi)   |            |
|     | HV     | J. Diaz         | 29 tháng 10, 1996 (16 tuổi) |            |
|     | HV     | J. Marroqui     | 9 tháng 3, 1996 (17 tuổi)   |            |
|     | HV     | A. Navarro      | 5 tháng 7, 1996 (16 tuổi)   |            |
|     | TV     | J. De Gracia    | 11 tháng 5, 1996 (16 tuổi)  |            |
|     | TV     | I. Díaz         | 12 tháng 5, 1997 (15 tuổi)  |            |
|     | TV     | E. Zorrilla     | 14 tháng 5, 1996 (16 tuổi)  |            |
|     | TV     | L. Alain        | 26 tháng 3, 1996 (17 tuổi)  |            |
|     | TV     | L. Cañate       | 9 tháng 8, 1996 (16 tuổi)   |            |
|     | TV     | E. Dominguez    | 15 tháng 2, 1996 (17 tuổi)  |            |
|     | TV     | K. Galvan       | 10 tháng 3, 1996 (17 tuổi)  |            |
|     | TV     | F. General      | 19 tháng 4, 1996 (16 tuổi)  |            |
|     | TV     | V. Gonzalez     | 10 tháng 4, 1996 (16 tuổi)  |            |
|     | TV     | G. Herrera      | 15 tháng 2, 1997 (16 tuổi)  |            |
|     | TV     | Y. Menchaca     | 18 tháng 4, 1996 (16 tuổi)  |            |
|     | TV     | M. Molina       | 6 tháng 1, 1997 (16 tuổi)   |            |
|     | TV     | G. Nuñez        | 7 tháng 8, 1996 (16 tuổi)   |            |
|     | TV     | S. Santos       | 4 tháng 1, 1998 (15 tuổi)   |            |
|     | TV     | W. Wald         | 2 tháng 2, 1996 (17 tuổi)   |            |
|     | TĐ     | L. Zuñiga       | 1 tháng 4, 1997 (16 tuổi)   |            |
|     | TĐ     | M. Gil          | 9 tháng 2, 1997 (16 tuổi)   |            |
|     | TĐ     | J. Jaramillo    | 14 tháng 1, 1997 (16 tuổi)  |            |

## Trinidad và Tobago
Huấn luyện viên: Shawn Cooper

| Số | VT | Cầu thủ                     | Ngày sinh (tuổi) | Trận | Bàn | Câu lạc bộ                    |
| -- | -- | --------------------------- | ---------------- | ---- | --- | ----------------------------- |
| 21 | TM | Kevin John                  |                  |      |     | Southern F.A.                 |
| 1  | TM | Johan Welch                 |                  |      |     | Houston Dynamo                |
| 5  | HV | Martieon Watson             |                  |      | 1   | W Connection                  |
| 4  | HV | Josiah Trimmingham          |                  |      | 1   | San Juan Jabloteh             |
|    | HV | Leland Archer               |                  |      |     | St. Ann's Rangers             |
| 3  | HV | Maurice Ford                |                  |      |     | Caledonia AIA                 |
|    | HV | Stephan Spicer              |                  |      |     | SKHY FC                       |
| 2  | HV | Shannon Gomez               |                  |      |     | San Juan Jabloteh             |
| 8  | TV | Jabari Mitchell             |                  |      | 4   | W Connection                  |
| 6  | TV | Brendon Creed (captain)     |                  |      | 3   | SKHY FC                       |
| 15 | TV | Jarred Dass                 |                  |      |     | W Connection                  |
| 11 | TV | Dre Fortune                 |                  |      | 1   | Needham Broughton High School |
| 16 | TV | Mani Walcott                |                  |      |     | Eleanor Roosevelt High School |
| 14 | TV | Matthew Woo Ling            |                  |      | 1   | W Connection                  |
| 18 | TV | Levi Garcia                 |                  |      |     | T&TEC FC                      |
| 19 | TV | Kishun Seecharan            |                  |      | 4   | 1st FC Santa Rosa             |
| 7  | TV | Aikim Andrews               |                  |      | 2   | San Juan Jabloteh             |
| 9  | TĐ | Brent Sam                   |                  |      | 7   | Police FC                     |
| 10 | TĐ | Akeem Garcia (vice captain) |                  |      | 2   | San Juan Jabloteh             |
| 12 | TĐ | Weah Adams                  |                  |      | 2   | Roxborough Lakers             |

## Hoa Kỳ
Huấn luyện viên:  Richie Williams
| 0#0 | Vị trí | Cầu thủ            | Ngày sinh và tuổi          | Câu lạc bộ                 |
| --- | ------ | ------------------ | -------------------------- | -------------------------- |
|     | TM     | Jeff Caldwell      | 20 tháng 2, 1996 (17 tuổi) | North Carolina Fusion      |
|     | TM     | Evan Louro         | 19 tháng 1, 1996 (17 tuổi) | New York Red Bulls         |
|     | HV     | Conor Donovan      | 8 tháng 1, 1996 (17 tuổi)  | NC Alliance                |
|     | HV     | Justen Glad        | 28 tháng 2, 1997 (16 tuổi) | Real Salt Lake AZ          |
|     | HV     | Shaquell Moore (C) | 2 tháng 11, 1996 (16 tuổi) | Unattached                 |
|     | HV     | Tommy Redding      | 24 tháng 1, 1997 (16 tuổi) | FC America Premier         |
|     | HV     | John Requejo       | 23 tháng 5, 1996 (16 tuổi) | Real So Cal                |
|     | HV     | Peter Schropp      | 20 tháng 1, 1997 (16 tuổi) | Omaha FC                   |
|     | TV     | Corey Baird        | 30 tháng 1, 1996 (17 tuổi) | San Diego Surf             |
|     | TV     | Junior Flores      | 26 tháng 3, 1996 (17 tuổi) | Borussia Dortmund          |
|     | TV     | Angel Heredia      | 2 tháng 9, 1996 (16 tuổi)  | San Jose Earthquakes       |
|     | TV     | Christopher Lema   | 5 tháng 8, 1996 (16 tuổi)  | New York Red Bulls         |
|     | TV     | Elijah Martin      | 4 tháng 7, 1996 (16 tuổi)  | Cal Odyssey                |
|     | TV     | Joel Soñora        | 4 tháng 7, 1996 (16 tuổi)  | Boca Juniors               |
|     | TV     | Tyler Turner       | 4 tháng 3, 1996 (17 tuổi)  | South Central Premier      |
|     | TĐ     | Mukwelle Akale     | 18 tháng 1, 1997 (16 tuổi) | Minnesota Thunder          |
|     | TĐ     | Sebastian Elney    | 26 tháng 6, 1997 (15 tuổi) | Boca United                |
|     | TĐ     | Rubio Rubin        | 1 tháng 3, 1996 (17 tuổi)  | Portland Timbers           |
|     | TĐ     | Ahinga Selemani    | 1 tháng 3, 1996 (17 tuổi)  | Crew Soccer Academy Wolves |
|     | TĐ     | Alan Winn          | 18 tháng 2, 1996 (17 tuổi) | Solar Chelsea SC           |